# Socijalistička partija Srbije
 Ovo je glavno značenje pojma SPS. Za općinu u Brodsko-posavskoj županiji pogledajte Staro Petrovo Selo.
Socijalistička partija Srbije (Социјалистичка партија Србије) je politička stranka u Srbiji. Njezin predsjednik je Ivica Dačić.

## Povijest
Formirana je 16. srpnja 1990. godine, ujedinjenjem Saveza komunista Srbije i Socijalističkog saveza radnog naroda Srbije. Za prvog predsjednika SPS izabran je tadašnji predsjednik Predsjedništva Srbije, Slobodan Milošević.
Od prosinca 1990. godine, SPS je bila vladajuća politička stranka u Srbiji zajedno s drugim strankama kao što je Srpska radikalna stranka. Na izborima je bila u koaliciji s Jugoslovenskom levicom, koju je predvodila Miloševićeva žena Mirjana Marković.
Socijalistička partija Srbije ostat će upamćena po krađi lokalnih izbora 1996. godine. Tada su po čitavoj Srbiji lokalni rukovoditelji ove stranke organizirali namještanje izbornih rezultata na onim mjestima gdje su njihovi kandidati izgubili od kandidata demokratske opozicijske koalicije "ZAJEDNO". To je rezultiralo građanski prosvjedom, koji je prvo započeo u Nišu, a onda se proširio na čitavu Srbiju. Građanski prosvjed je trajao do veljače 1997. i završio se priznavanjem izbornih rezultata od strane Slobodana Miloševića.
Iako je to uzdrmalo vlast Miloševića i SPS-a i izazvalo neke smjene u stranci, nastavilo se sa zloupotrebama vlasti. Ipak u rukovođenju državnim poslovima sve veći i veći utjecaj dobiva Mirjana Marković, Miloševićeva supruga, kao i njena stranka JUL. To izaziva nezadovoljstvo kod starih članova SPS-a, ali to ni približno nije bilo dovoljno da se zaustavi nerazumna politika koja je na kraju rezultirala NATO-vim bombardiranjem i porazom na Kosovu (ljeto 1999.).
Poslije svrgavanja Miloševića s vlasti u listopadu 2000. godine, stranka je postala dio opozicije. 28. prosinca 2003. godine je, na izvanrednim parlamentarnim izborima, osvojila 7,6% glasa, odnosno samo 22 od 250 sjedišta u parlamentu. Poslije tih izbora SPS je pružio podrušku manjinskoj Vladi Vojislava Koštunice. Iako službeno nije ušao u Vladu, SPS je dobio mnoga direktorska mjesta u javnim poduzećima širom Srbije. 2004. godine, predsjednički kandidat SPS-a Ivica Dačić je osvojio peto mjesto s 3.6% glasova.
Krajem 2006. godine, Dačić je izabran za novog predsjednika SPS-a.
Ni na novim izborima za srpski parlament, 21. siječnja 2007. godine, SPS ne uspijeva popraviti rezultat. Osvaja svega 16 zastupničkih mjesta.
Pred izvanredne parlamentarne izbore, u proljeće 2008. godine, SPS ulazi u koaliciju s Partijom ujedinjenih penzionera Srbije (PUPS) i Jedinstvenom Srbijom. Ovaj savez uspijeva osvojiti 22 zastupnička mjesta u Skupštini Srbije. Tijekom svibnja i lipnja, SPS-PUPS-JS ulaze u koalicijsku vlast s Demokratskom strankom Borisa Tadića i formiraju novu Vladu Srbije (7. srpnja 2008.). U novoj Vladi, Ivica Dačić postaje zamjenik premijera i ministar unutarnjih poslova.
Nakon redovitih općih izbora u svibnju 2012. godine, SPS otkazuje suradnju s Demokratskom strankom i sklapa koaliciju s do tada najvećom oporbenom strankom - Srpskom naprednom strankom Tomislava Nikolića, koji je 20. svibnja izabran za predsjednika Srbije. SNS-u i SPS-u priključio se i URS (Ujedinjeni Regioni Srbije) Mlađana Dinkića, i ove tri stranke 27. srpnja formiraju novu Vladu Srbije, u kojoj je Ivica Dačić premijer.

## Vanjske poveznice
- Službena stranica